# Loreto (Agusan del Sur)
Loreto (cebuano: Lungsod sa Loreto - Municipality of Loreto)  es un municipio filipino de primera categoría, situado en la parte nordeste de la isla de Mindanao. Forma parte de  la provincia de Agusan del Sur situada en la Región Administrativa de Caraga, también denominada Región XIII. Para las elecciones está encuadrado en el Segundo Distrito Electoral.

## Geografía
Municipio situado en el extremo suroeste de la provincia, limítrofe con las de Bukidnon, Dávao del Norte y Valle de Compostela, en la margen izquierda del río Agusan.
Su término linda al norte con el municipio de La Paz; al sur con las mencionadas provincias de  Dávao del Norte y Valle de Compostela; al este con los de Bunaguán y de Veruela; y al oeste con la mencionada provincia de Bukidnon, municipio de Cabanglasan.

### Barangays
El municipio  de Loreto se divide, a los efectos administrativos, en 17 barangayes o barrios, conforme a la siguiente relación:
| - Binucayan - Johnson - Magaud - Nueva Gracia | - Población - San Isidro - San Mariano - San Vicente | - Santa Teresa - Santo Tomas - Violanta - Waloe | - Kasapa - Katipunan - Kauswagan - Santo Niño - Sabud |  |

## Historia
El actual territorio de Agusan del Sur fue parte de la provincia de Caraga durante la mayor parte del período español.
Así, a principios del siglo XX la isla de Mindanao se hallaba dividida en siete distritos o provincias.
El Distrito 3º de Surigao, llamado hasta 1858  provincia de Caraga tenía por capital el pueblo de Surigao e incluía la  Comandancia de Butuan.
Pertenecen a esta Comandancia  además de Mainit y sus visitas, todos los pueblos y visitas respectivas situados á orillas del río Agusan, entre los cuales se encontraba Veruela de 4,597 habitantes, con las visitas de Patrocinio, Borja, Vigo, San Pedro, Clavijo, Loreto, Gracia, Ausona, San José, Trento, Cuevas, Tudela y San Isidro; 
En 1914, durante la ocupación estadounidense de Filipinas,  fue creada la provincia de Agusan. Loreto fue uno de sus municipios.
El 17 de junio de 1967 la provincia se divide en dos, pasando Loreto a formar parte de la de Agusan del Sur.